# Verband Deutscher Schulgeographie
Folgende Verbesserungen wären gut:
```
Inhaltlich überarbeiten und mit Quellen versehen.
 --
Pittimann
 
besuch mich
 13:19, 20. Sep. 2010 (CEST)
```

Der Verband Deutscher Schulgeographie e. V. (VDSG) (bis 2024 Verband Deutscher Schulgeographen) ist ein gemeinnütziger Verband für geographische Bildung und Nachhaltigkeitserziehung in Deutschland.
Der Verband ist Teilverband der Deutschen Gesellschaft für Geographie e. V. (DGfG).

## Geschichte
Der Verband ist der älteste Fachlehrerverband in Deutschland. Er wurde am 1. Januar 1912 nach langer organisatorischer Vorarbeit durch Hermann Haack in Gotha gegründet. Nach der 1935 verfügten Auflösung wurde der VDSG im Jahre 1949 in Jugenheim (Bergstraße) wieder gegründet.
Der Verband bezeichnet sich seit einigen Jahren als Verband für "Nachhaltigkeitserziehung" anstelle von (frühere Bezeichnung) "Umwelterziehung". Der Begriff "Nachhaltigkeit" umfasst die Eckpunkte Ökologie, Wirtschaft und Soziales und ist damit weit umfangreicher als "Umwelt".
Der Verband ist die Fach- und Interessenvertretung für geographische Bildung und Nachhaltigkeitserziehung in allen Schulformen und Bildungsbereichen in Deutschland. Er setzt sich für geographische Bildung und Nachhaltigkeitserziehung gegenüber der Öffentlichkeit sowie Behörden und Institutionen ein. Er unterstützt die Geographiedidaktik-Entwicklung in allen Schulformen, berät Interessenten in allen Fragen des Unterrichts im Schulfach Geographie (Erdkunde, Naturphänomene, Naturwissenschaft und Technik, Sozial- und Wirtschaftskunde, Wirtschaft, Geologie).
Der Verband fordert kontinuierlichen Unterricht im Schulfach Geographie (Erdkunde) in allen Schulformen und Klassenstufen. Er informiert seine Mitglieder durch die Mitteilungsblätter der Landesverbände. Die Landesverbände entsprechen den Bundesländern der Bundesrepublik Deutschland.
Der Verband fördert die Fortbildung der Fachlehrer und Fachlehrerinnen in Geographie (Erdkunde) in den Ländern Deutschlands durch regionale Fortbildungsveranstaltungen und Exkursionen sowie Landesschulgeographentage, die allen Mitgliedern und Interessierten offenstehen. Er unterstützt und organisiert Arbeitskreise zu didaktischen und inhaltlichen Themen, vermittelt fachliche Kontakte (Netzwerk im Aufbau) und beteiligt sich maßgeblich an der Vorbereitung und Durchführung des „Deutschen Geographentages – Kongress für Wissenschaft, Schule und Praxis“, der alle zwei resp. drei Jahre im deutschsprachigen Raum durchgeführt wird. Der VDSG vermittelt und organisiert Fortbildungsexkursionen in alle Welt.
Der Verband ist die internationale geographische Community eingebunden durch die Mitgliedschaft in der DGfG, die ihrerseits Mitglied in den deutschen geowissenschaftlichen sowie europäischen und internationalen geographischen Verbänden ist. Der VDSG zählt heute bundesweit ca. 5.000 Mitglieder. Er ist in jedem Land der Bundesrepublik mit einem selbständigen Landesverband vertreten. Jeder Landesverband informiert seine Mitglieder regelmäßig und umfassend in seinem Mitteilungsblatt über die Verbandsarbeit, über Fortbildungsveranstaltungen und Exkursionen sowie über neue Entwicklungen für das Schulfach in der Lehrerausbildung und Wissenschaft.

## Wettbewerbe
Der Verband fördert oder organisiert eigenständig
- den Wettbewerb Diercke iGeo, dessen Sieger an der Geographie-Olympiade der International Geographical Union (IGU) teilnehmen
- den Wettbewerb Diercke Wissen zusammen mit Westermann, dem bundesweit schülerstärksten Wettbewerb
- den INNOVATIONSPREIS FÜR SCHULGEOGRAPHIE der Professor Dr. Frithjof Voss-Stiftung für Schulen, dotiert mit einem Geldpreis und der Wanderstatuette "Die Schöne Gaia",[3]
- den Bundeswettbewerb JUGEND FORSCHT und den BUNDESUMWELTWETTBEWERB durch hoch dotierte Sonderpreise,
- Wettbewerbe auf den Landesebenen für Lehrer in Ausbildung, Schüler und Schulen.